# H.C. Andersen Centret
H.C. Andersen Centret, är ett forskningscentrum vid Syddansk Universitet som grundades 1988. Centret leds av H.C. Andersen-forskaren professor Johan de Mylius. På centrumets webbplats finns information om forskningen visar kring Andersens liv och verk.